# Low (bài hát của Flo Rida)
"Low" là một bài hát của rapper người Mỹ Flo Rida hợp tác với rapper người Mỹ T-Pain nằm trong album phòng thu đầu tay của anh, Mail on Sunday (2008). Bài hát sau đó cũng xuất hiện trong album nhạc phim của bộ phim năm 2008 Step Up 2: The Streets. Nó được phát hành như là đĩa đơn đầu tiên trích từ album vào ngày 9 tháng 10 năm 2007 bởi Atlantic Records, đồng thời là đĩa đơn đầu tay trong sự nghiệp của Flo Rida. Bài hát được đồng viết lời bởi hai nghệ sĩ, trong khi phần sản xuất được đảm nhiệm bởi T-Pain và DJ Montay. Đây là một bản southern hip hop và crunk với nội dung đề cập đến những ảo tưởng của Flo Rida về một người phụ nữ trong một câu lạc bộ thoát y. Một phiên bản phối lại chính thức của "Low" đã được phát hành với sự tham gia góp giọng của T-Pain và Pitbull. Ngoài ra, một phiên bản khác của nó cũng xuất hiện với phần giọng ở đoạn hook được thể hiện bởi Nelly thay vì T-Pain.
Sau khi phát hành, "Low" nhận được những phản ứng trái chiều từ các nhà phê bình âm nhạc, trong đó họ đánh giá cao giai điệu bắt tai cũng như quá trình sản xuất của nó, nhưng cũng có nhiều sự chỉ trích về nội dung lời bài hát. Tuy nhiên, nó đã gặt hái nhiều giải thưởng và đề cử tại những lễ trao giải lớn, bao gồm hai đề cử giải Grammy cho Bài hát Rap xuất sắc nhất và Hợp tác Rap/hát xuất sắc nhất tại lễ trao giải thường niên lần thứ 51. Bài hát cũng tiếp nhận những thành công vượt trội về mặt thương mại, đứng đầu các bảng xếp hạng ở Úc, Brazil, Canada, Ireland và New Zealand, và lọt vào top 10 ở nhiều quốc gia khác trên thế giới, bao gồm nhiều thị trường lớn như Áo, Đan Mạch, Phần Lan và Vương quốc Anh. Tại Hoa Kỳ, "Low" đạt vị trí số một trên bảng xếp hạng Billboard Hot 100 trong mười tuần liên tiếp, trở thành đĩa đơn quán quân đầu tiên của Flo Rida và thứ ba của T-Pain, đồng thời trở thành đĩa đơn thành công nhất năm 2008 trên bảng xếp hạng và là đĩa đơn nhạc số bán chạy nhất thập niên 2000. Tính đến nay, nó đã bán được hơn 12 triệu bản trên toàn cầu, trở thành một trong những đĩa đơn bán chạy nhất mọi thời đại.
Video ca nhạc cho "Low" được đạo diễn bởi Bernard Gourley, trong đó Flo Rida và T-Pain trình diễn bài hát ở một câu lạc bộ và xen kẽ với những hình ảnh Step Up 2: The Streets. Ngoài ra, video còn có sự tham gia góp mặt của nhiều nghệ sĩ, như Rick Ross, DJ Khaled, Cool & Dre, Briana Evigan, Jermaine Dupri cũng như Torch và Gunplay của Triple C's. Nó đã nhận được nhiều lượt yêu cầu phát sóng trên những kênh truyền hình âm nhạc như MTV, VH1 và BET, cũng như gặt hái hai đề cử tại giải Video âm nhạc của MTV năm 2008 ở hạng mục Video xuất sắc nhất của nam ca sĩ và Video Hip-Hop xuất sắc nhất. Để quảng bá bài hát, Flo Rida đã trình diễn "Low" trên nhiều chương trình truyền hình và lễ trao giải lớn, bao gồm The Ellen DeGeneres Show, Today, Wango Tango và giải thưởng Video MuchMusic năm 2008, cũng như trong tất cả những chuyến lưu diễn của anh. Được ghi nhận là bài hát trứ danh trong sự nghiệp của nam ca sĩ, nó đã xuất hiện trong nhiều tác phẩm điện ảnh và truyền hình, như The Big Bang Theory, The Karate Kid, Pitch Perfect 2, Tropic Thunder và Zookeeper.

## Danh sách bài hát
Đĩa CD maxi tại châu Âu
1. "Low" – 3:53
2. "Low" (không lời) – 3:53
3. "Birthday" (bản Amended) - 5:08
4. "Low" (Video)

Đĩa CD tại Anh quốc
1. "Low" – 3:53
2. "Low" (Travis Barker phối lại) – 4:15

## Xếp hạng
| Bảng xếp hạng (2008)                     | Vị trí cao nhất |
| ---------------------------------------- | --------------- |
| Úc (ARIA)                                | 1               |
| Áo (Ö3 Austria Top 40)                   | 9               |
| Bỉ (Ultratop 50 Flanders)                | 7               |
| Bỉ (Ultratop 50 Wallonia)                | 24              |
| Brazil (ABPD)                            | 1               |
| Canada (Canadian Hot 100)                | 1               |
| Cộng hòa Séc (Rádio Top 100)             | 12              |
| Đan Mạch (Tracklisten)                   | 9               |
| Châu Âu (European Hot 100 Singles)       | 4               |
| Phần Lan (Suomen virallinen lista)       | 9               |
| Pháp (SNEP)                              | 33              |
| Đức (Official German Charts)             | 13              |
| Hungary (Rádiós Top 40)                  | 14              |
| Hungary (Dance Top 40)                   | 19              |
| Ireland (IRMA)                           | 1               |
| New Zealand (Recorded Music NZ)          | 1               |
| Na Uy (VG-lista)                         | 12              |
| Scotland (OCC)                           | 2               |
| Slovakia (Rádio Top 100)                 | 19              |
| Thụy Điển (Sverigetopplistan)            | 17              |
| Thụy Sĩ (Schweizer Hitparade)            | 13              |
| Anh Quốc (OCC)                           | 2               |
| Hoa Kỳ Billboard Hot 100                 | 1               |
| Hoa Kỳ Hot R&B/Hip-Hop Songs (Billboard) | 9               |
| Hoa Kỳ Hot Rap Songs (Billboard)         | 1               |
| Hoa Kỳ Pop Airplay (Billboard)           | 1               |
| Hoa Kỳ Rhythmic (Billboard)              | 1               |

| Bảng xếp hạng (2008)                  | Vị trí |
| ------------------------------------- | ------ |
| Australia (ARIA)                      | 1      |
| Australia Urban (ARIA)                | 1      |
| Austria (Ö3 Austria Top 75)           | 38     |
| Belgium (Ultratop 50 Flanders)        | 20     |
| Belgium (Ultratop 40 Wallonia)        | 87     |
| Canada (Canadian Hot 100)             | 3      |
| Europe (European Hot 100 Singles)     | 25     |
| Germany (Official German Charts)      | 54     |
| Hungary (Rádiós Top 40)               | 22     |
| Hungary (Dance Top 40)                | 70     |
| Ireland (IRMA)                        | 3      |
| New Zealand (Recorded Music NZ)       | 2      |
| Sweden (Sverigetopplistan)            | 78     |
| Switzerland (Schweizer Hitparade)     | 50     |
| UK Singles (Official Charts Company)  | 11     |
| US Billboard Hot 100                  | 1      |
| US Hot R&B/Hip-Hop Songs (Billboard)  | 40     |
| US Pop Songs (Billboard)              | 1      |
| US Rap Songs (Billboard)              | 2      |
| US Rhythmic (Billboard)               | 1      |
| US Top Soundtrack Singles (Billboard) | 1      |
| Bảng xếp hạng (2009)                  | Vị trí |
| Hungary (Rádiós Top 40)               | 146    |
| Hungary (Dance Top 40)                | 114    |
| UK Singles (Official Charts Company)  | 148    |

| Bảng xếp hạng (2000-09)              | Vị trí |
| ------------------------------------ | ------ |
| Australia (ARIA)                     | 13     |
| UK Singles (Official Charts Company) | 81     |
| US Billboard Hot 100                 | 3      |
| US Pop Songs (Billboard)             | 5      |

| Bảng xếp hạng            | Vị trí |
| ------------------------ | ------ |
| US Billboard Hot 100     | 28     |
| US Pop Songs (Billboard) | 32     |
| US Rap Songs (Billboard) | 12     |

## Chứng nhận
| Quốc gia                                                                           | Chứng nhận  | Số đơn vị/doanh số chứng nhận |
| ---------------------------------------------------------------------------------- | ----------- | ----------------------------- |
| Úc (ARIA)                                                                          | 3× Bạch kim | 210.000^                      |
| Canada (Music Canada) Nhạc số                                                      | 3× Bạch kim | 240,000^                      |
| Canada (Music Canada) Nhạc chuông                                                  | 5× Bạch kim | 50.000^                       |
| Đan Mạch (IFPI Đan Mạch)                                                           | Vàng        | 30,000^                       |
| Đức (BVMI)                                                                         | Vàng        | 200,000^                      |
| New Zealand (RMNZ)                                                                 | 2× Bạch kim | 20.000*                       |
| Thụy Sĩ (IFPI)                                                                     | Bạch kim    | 30.000^                       |
| Anh Quốc (BPI)                                                                     | Bạch kim    | 600.000^                      |
| Hoa Kỳ (RIAA)                                                                      | 8× Bạch kim | 7,300,000                     |
| * Chứng nhận dựa theo doanh số tiêu thụ. ^ Chứng nhận dựa theo doanh số nhập hàng. |             |                               |